# La Petite Ouest (rivière)
La rivière La Petite Ouest coule dans le canton de Robidoux dans le territoire non organisé de Rivière-Bonaventure, dans la municipalité régionale de comté (MRC) de 
dans la région administrative de Bonaventure, dans la région administrative de la Gaspésie-Îles-de-la-Madeleine, au Québec, au Canada.
La rivière "La Petite Ouest" est un affluent de la rive Ouest de la rivière Bonaventure laquelle coule vers le Sud pour se déverser sur la rive Nord de la Baie-des-Chaleurs. Cette dernière s'ouvre vers l'Est au golfe du Saint-Laurent.

## Géographie
La rivière « La Petite Ouest » prend sa source de ruisseaux de montagnes dans les Monts Chic-Chocs (faisant partie des Monts Notre-Dame), en zone forestière à une altitude de 188 m. Cette source est située à :
- 4,9 km à l'Ouest de la limite Ouest du canton de Reboul ;
- 14,2 km au Nord de la confluence de la rivière "La Petite Ouest" ;
- 4,4 km au Sud-Est d'une courbe de la Petite rivière Cascapédia.

À partir de sa source, la rivière "La Petite Ouest" coule sur 16,6 km vers le Sud selon les segments suivants :
- 3,9 km vers le Sud dans le canton de Robidoux, jusqu'à un ruisseau (venant du Nord-Est) ;
- 1,1 km vers le Sud-Est, jusqu'au pont routier ;
- 6,7 km vers le Sud-Est en recueillant les eaux du ruisseau de la Coulée à Wilfrid (venant de l'Ouest), jusqu'au pont routier ;
- 2,0 km vers le Sud, jusqu'au pont routier ;
- 2,1 km vers le Sud, jusqu'au pont routier ;
- 0,8 km vers le Sud en recueillant les eaux du ruisseau McInnis (venant de l'Ouest), jusqu'à la confluence de la rivière[1].

La "rivière Petite Ouest" se déverse sur la rive Ouest de la rivière Bonaventure dans le canton de Robidoux, à la hauteur de la coulée à Frédéric. Cette confluence est située face au Mont Chauve (rive Est de la rivière Bonaventure), à :
- 3,6 km en amont de la limite Nord du canton de Hamilton ;
- 10,8 km au Nord du centre du village de Saint-Alphonse-Caplan ;
- 26,9 km au Nord de l'embouchure du "Havre de Beaubassin" dans lequel se déverse la rivière Bonaventure.

## Toponyme
Le toponyme "La Petite Ouest" a été officialisé le 6 janvier 1983 à la Commission de toponymie du Québec